# Moreno Valley
Moreno Valley är en stad (city) i Riverside County i den amerikanska delstaten Kalifornien med en yta av 133,6 km² och en folkmängd som uppgår till 186 301 invånare (2009).